# Vojenský záslužný kříž (Španělsko)
Vojenský záslužný kříž je španělské vojenské vyznamenání za statečnost nebo za zásluhy ve válce nebo v míru. Uděluje se příslušníkům španělských ozbrojených sil, civilní stráže nebo civilistům.